# Canlers
Canlers est une commune française située dans le département du Pas-de-Calais en région Hauts-de-France. Ses habitants sont appelés les Canlersois
La commune fait partie de la communauté de communes du Haut Pays du Montreuillois qui regroupe 49 communes et compte 15 703 habitants en 2021.

## Géographie

### Localisation
Localisée dans le centre du département du Pas-de-Calais, Canlers est une commune limitrophe, au nord, de la commune de Fruges et située, à vol d'oiseau, à 13 km au nord-est de la commune d'Hesdin-la-Forêt et à 27 km à l'est de la commune de Montreuil-sur-Mer (chef-lieu d'arrondissement).
Le territoire de la commune est limitrophe de ceux de cinq communes.
Les communes limitrophes sont Fruges, Ruisseauville, Tramecourt, Verchin et Azincourt.

### Géologie et relief
La superficie de la commune est de 3,62 km2 ; son altitude varie de 117  à   142 m.

### Hydrographie
Le territoire de la commune est situé dans le bassin Artois-Picardie.
C'est dans la commune, au nord, que le Herbecques, petit ruisseau d'une longueur de 1,69 km, prend sa source et qui termine sa course au niveau de la commune de Fruges.

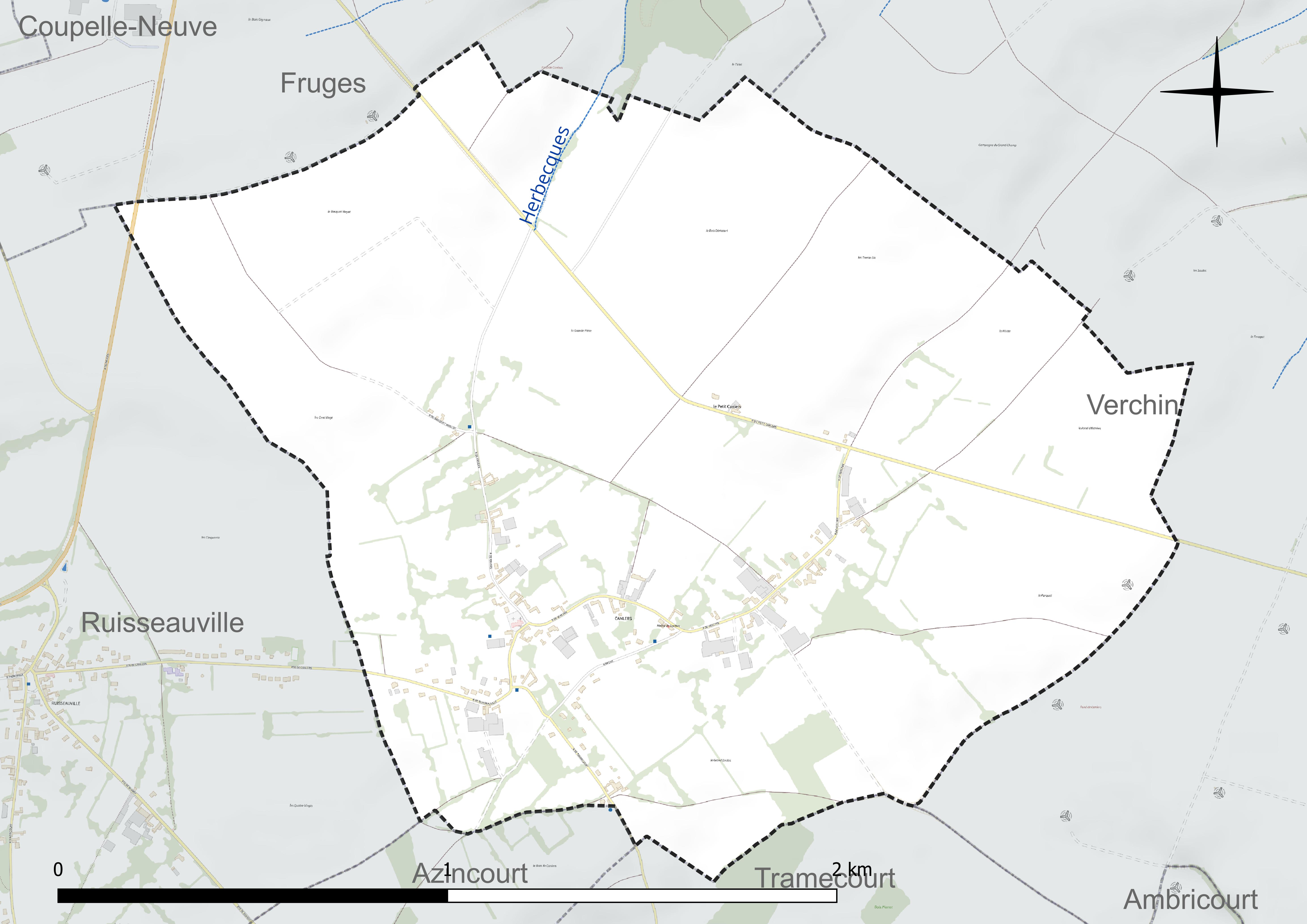
Réseau hydrographique de Canlers.

### Climat
Pour des articles plus généraux, voir Climat des Hauts-de-France et Climat du Pas-de-Calais.
En 2010, le climat de la commune est de type climat océanique altéré, selon une étude du CNRS s'appuyant sur une série de données couvrant la période 1971-2000. En 2020, Météo-France publie une typologie des climats de la France métropolitaine dans laquelle la commune est exposée à un climat océanique et est dans la région climatique Côtes de la Manche orientale, caractérisée par un faible ensoleillement (1 550 h/an) ; forte humidité de l’air (plus de 20 h/jour avec humidité relative > 80 % en hiver), vents forts fréquents.
Pour la période 1971-2000, la température annuelle moyenne est de 10,1 °C, avec une amplitude thermique annuelle de 13,5 °C. Le cumul annuel moyen de précipitations est de 915 mm, avec 12,9 jours de précipitations en janvier et 9,1 jours en juillet. Pour la période 1991-2020, la température moyenne annuelle observée sur la station météorologique la plus proche, située sur la commune de Radinghem à 7 km à vol d'oiseau, est de 10,5 °C et le cumul annuel moyen de précipitations est de 1 038,1 mm,. Pour l'avenir, les paramètres climatiques de la commune estimés pour 2050 selon différents scénarios d'émission de gaz à effet de serre sont consultables sur un site dédié publié par Météo-France en novembre 2022.

### Paysages
Pour un article plus général, voir Paysage en France.
La commune s'inscrit dans les « paysages des hauts plateaux artésiens » tels qu’ils sont définis dans l’atlas de paysages de la région Nord-Pas-de-Calais, conçu par la direction régionale de l'Environnement, de l'Aménagement et du Logement (DREAL),.
Ces paysages, qui concernent 77 communes du Pas-de-Calais, se situent à l'extrémité ouest des collines de l'Artois qui traversent le Pas-de-Calais d'Arras au Boulonnais. L'altitude de ces paysages dépassent les 180 mètres. Ces dimensions sont modestes, d'une quinzaine de kilomètres du sud-est au nord-ouest et d'une vingtaine de kilomètres dans sa dimension la plus grande.
Ces « paysages des hauts plateaux artésiens », appelés aussi « Haut Artois », se caractérisent par trois ensembles écopaysagers : 
- l'ensemble mésophile ouvert du plateau artésien calcaire ;
- l'ensemble alluvial des fonds de vallée de la Lys et de l'Aa ;
- l'ensemble calcicole des versants calcaires des vallées[12].

Le « Haut Artois » dispose d'une importante densité de corridors biologiques bien interconnectés.
Dans le « Haut Artois », pas de villes, c'est une des rares terres rurales de la région, les communes les plus importantes sont, du nord au sud, Lumbres, Fauquembergues et Fruges. Le « Haut Artois », drainé par l'Aa et la Lys, constitue le sommet de l'anticlinal artésien, paysage ventée, froid et aux précipitations importantes qui en font le château d'eau régional.
Leș cultures représentent environ 60 % des sols, les prairies entre 26 et 27 %, les bois de 5 à 8 % et les villages et bourgs de 5 à 8 %, l'industrie y est peu présente.

### Milieux naturels et biodiversité

#### Espèces faunistiques et floristiques
Le site de l’Inventaire national du patrimoine naturel (INPN) recense 120 espèces faunistiques et floristiques sur le territoire de la commune dont 1 protégée et 1 menacée et quasi-menacée.

## Urbanisme

### Typologie
Au 1er janvier 2024, Canlers est catégorisée commune rurale à habitat dispersé, selon la nouvelle grille communale de densité à sept niveaux définie par l'Insee en 2022.
Elle est située hors unité urbaine. Par ailleurs la commune fait partie de l'aire d'attraction de Fruges, dont elle est une commune de la couronne,. Cette aire, qui regroupe 22 communes, est catégorisée dans les aires de moins de 50 000 habitants,.

### Occupation des sols
L'occupation des sols de la commune, telle qu'elle ressort de la base de données européenne d’occupation biophysique des sols Corine Land Cover (CLC), est marquée par l'importance des territoires agricoles (90,5 % en 2018), en diminution par rapport à 1990 (91,8 %). La répartition détaillée en 2018 est la suivante : 
terres arables (58,1 %), prairies (31,4 %), zones urbanisées (9,3 %), zones agricoles hétérogènes (0,9 %), forêts (0,2 %). L'évolution de l’occupation des sols de la commune et de ses infrastructures peut être observée sur les différentes représentations cartographiques du territoire : la carte de Cassini (XVIIIe siècle), la carte d'état-major (1820-1866) et les cartes ou photos aériennes de l'IGN pour la période actuelle (1950 à aujourd'hui).

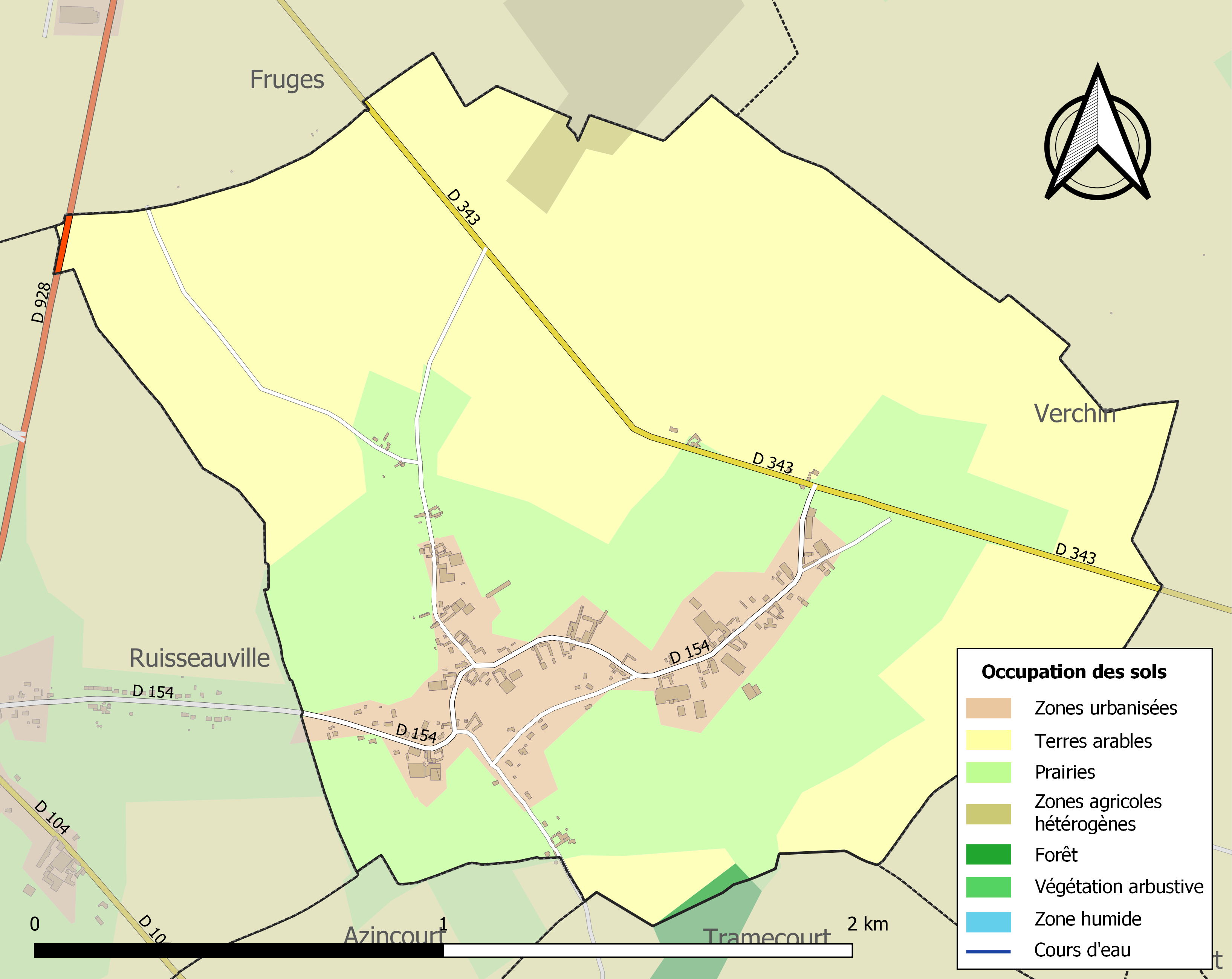
Carte des infrastructures et de l'occupation des sols de la commune en 2018 (CLC).

### Lieux-dits, hameaux et écarts
Sur le territoire communal, se trouve le lieu-dit du Petit-Canlers.

### Voies de communication et transports

#### Voies de communication
La commune est desservie par les routes départementales D 154 et D 343 et est limitrophe, au nord-ouest, de la D 928 (ancienne route nationale 28) reliant Dunkerque à Abbeville.

## Toponymie
Le nom de la localité est attesté sous les formes Canletum (1123), Canlers (1218), Camlers (1297), Canllers (1345), Canlers (1789), Caulers (depuis 1793), Canlers depuis 1801.

## Histoire
Charles de Héricourt, second fils de Nicolas a épousé Marguerite d'Anglarre, nièce du comte de Grandpré. Antoine de Héricourt, frère de Nicolas, était chevalier de Malte.

## Politique et administration

### Découpage territorial
La commune se trouve dans l'arrondissement de Montreuil du département du Pas-de-Calais.

#### Commune et intercommunalités
La commune a fait partie, de 1994 à 2016, de la communauté de communes du canton de Fruges et environs et, depuis le 1er janvier 2017, elle fait partie de la communauté de communes du Haut Pays du Montreuillois dont le siège est basé à Fruges.

#### Circonscriptions administratives
La commune faisait partie du canton de Fruges (1793 et 1801), depuis la loi du 22 décembre 1789 reprise par la constitution de 1791, qui divise le royaume (la République en septembre 1792), en communes, cantons, districts et départements.
Dans le cadre du redécoupage cantonal de 2014, elle demeure rattachée au canton de Fruges qui passe de 25 à 52 communes.

#### Circonscriptions électorales
Pour l'élection des députés, la commune fait partie, depuis 1986, de la quatrième circonscription du Pas-de-Calais.

### Élections municipales et communautaires

#### Liste des maires
| Période                                  | Période                      | Identité           | Étiquette | Qualité                                     |
| ---------------------------------------- | ---------------------------- | ------------------ | --------- | ------------------------------------------- |
| Les données manquantes sont à compléter. |                              |                    |           |                                             |
| mars 2001                                | 2020                         | Léon Blond         |           | Agriculteur Réélu pour le mandat 2014-2020, |
| 3 juillet 2020                           | En cours (au 5 février 2022) | Laurent Fourriquet |           | Ouvrier qualifié de type industriel,        |

## Équipements et services publics

### Justice, sécurité, secours et défense
La commune dépend du tribunal de proximité de Montreuil-sur-Mer, du conseil de prud'hommes de Boulogne-sur-Mer, du tribunal judiciaire de Boulogne-sur-Mer, de la cour d'appel de Douai, du tribunal de commerce de Boulogne-sur-Mer, du tribunal administratif de Lille, de la cour administrative d'appel de Douai et du tribunal pour enfants de Boulogne-sur-Mer.

## Population et société

### Démographie
Les habitants de la commune sont appelés les Canlersois.

#### Évolution démographique
L'évolution du nombre d'habitants est connue à travers les recensements de la population effectués dans la commune depuis 1793. Pour les communes de moins de 10 000 habitants, une enquête de recensement portant sur toute la population est réalisée tous les cinq ans, les populations de référence des années intermédiaires étant quant à elles estimées par interpolation ou extrapolation. Pour la commune, le premier recensement exhaustif entrant dans le cadre du nouveau dispositif a été réalisé en 2007.

En 2022, la commune comptait 163 habitants, en évolution de +0,62 % par rapport à 2016 (Pas-de-Calais : −0,72 %, France hors Mayotte : +2,11 %).
| 1793 | 1800 | 1806 | 1821 | 1831 | 1836 | 1841 | 1846 | 1851 |
| ---- | ---- | ---- | ---- | ---- | ---- | ---- | ---- | ---- |
| 247  | 261  | 289  | 299  | 316  | 306  | 307  | 282  | 283  |

| 1856 | 1861 | 1866 | 1872 | 1876 | 1881 | 1886 | 1891 | 1896 |
| ---- | ---- | ---- | ---- | ---- | ---- | ---- | ---- | ---- |
| 285  | 278  | 309  | 292  | 282  | 235  | 226  | 232  | 222  |

| 1901 | 1906 | 1911 | 1921 | 1926 | 1931 | 1936 | 1946 | 1954 |
| ---- | ---- | ---- | ---- | ---- | ---- | ---- | ---- | ---- |
| 221  | 226  | 207  | 203  | 196  | 180  | 182  | 174  | 168  |

| 1962 | 1968 | 1975 | 1982 | 1990 | 1999 | 2006 | 2007 | 2012 |
| ---- | ---- | ---- | ---- | ---- | ---- | ---- | ---- | ---- |
| 183  | 173  | 194  | 178  | 161  | 175  | 186  | 187  | 176  |

| 2017 | 2022 | - | - | - | - | - | - | - |
| ---- | ---- | - | - | - | - | - | - | - |
| 159  | 163  | - | - | - | - | - | - | - |

#### Pyramide des âges
En 2018, le taux de personnes d'un âge inférieur à 30 ans s'élève à 31,4 %, soit en dessous de la moyenne départementale (36,7 %). De même, le taux de personnes d'âge supérieur à 60 ans est de 22,0 % la même année, alors qu'il est de 24,9 % au niveau départemental.
En 2018, la commune comptait 79 hommes pour 78 femmes, soit un taux de 50,32 % d'hommes, légèrement supérieur au taux départemental (48,5 %).
Les pyramides des âges de la commune et du département s'établissent comme suit.
| Hommes | Classe d’âge | Femmes |
| ------ | ------------ | ------ |
| 0,0    | 90 ou +      | 1,3    |
| 2,5    | 75-89 ans    | 11,4   |
| 13,7   | 60-74 ans    | 15,2   |
| 37,5   | 45-59 ans    | 25,3   |
| 16,2   | 30-44 ans    | 13,9   |
| 16,2   | 15-29 ans    | 20,3   |
| 13,7   | 0-14 ans     | 12,7   |

| Hommes | Classe d’âge | Femmes |
| ------ | ------------ | ------ |
| 0,5    | 90 ou +      | 1,6    |
| 5,6    | 75-89 ans    | 8,9    |
| 16,7   | 60-74 ans    | 18,1   |
| 20,2   | 45-59 ans    | 19,2   |
| 18,9   | 30-44 ans    | 18,1   |
| 18,2   | 15-29 ans    | 16,2   |
| 19,9   | 0-14 ans     | 17,9   |

## Culture locale et patrimoine

### Lieux et monuments
- L'église Notre-Dame-du-Rosaire, rebâtie au XVIIe siècle (de l'ancienne église du XVe siècle, il ne reste que le portail), puis restaurée à de nombreuses reprises au XIXe siècle.
- La chapelle Notre-Dame des Sept Douleurs, construite en 1818.
- Le manoir de Canlers, datant du XVIe ou XVIIe siècle, aujourd'hui propriété privée.
- Les niches et calvaires.
- Le monument aux morts[37].

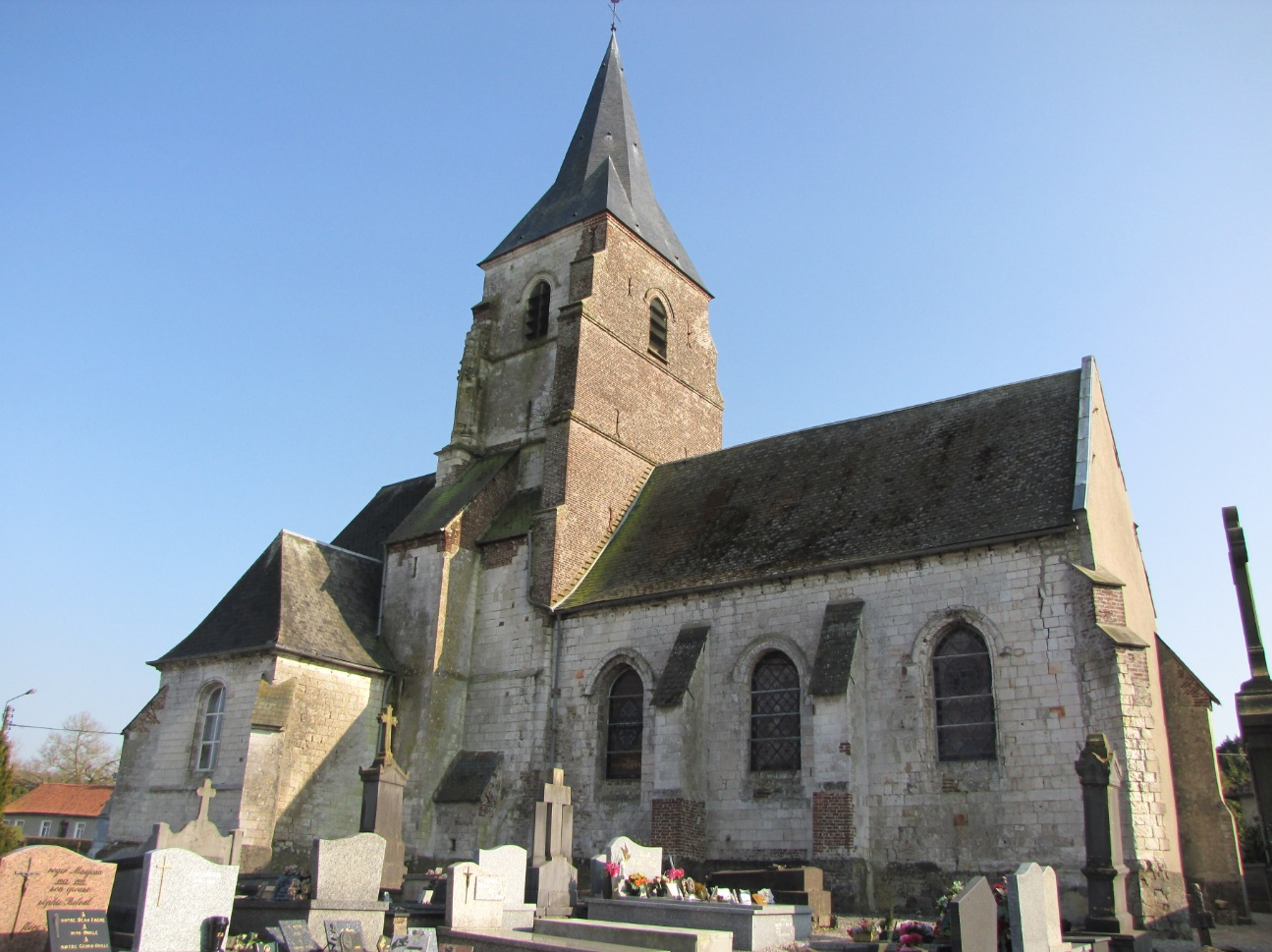
L'église.
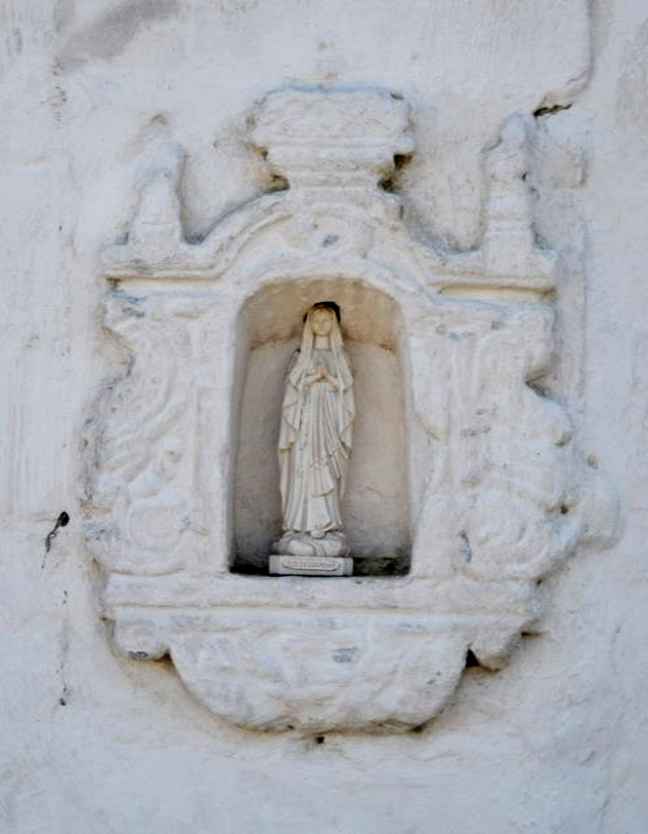
Une niche.
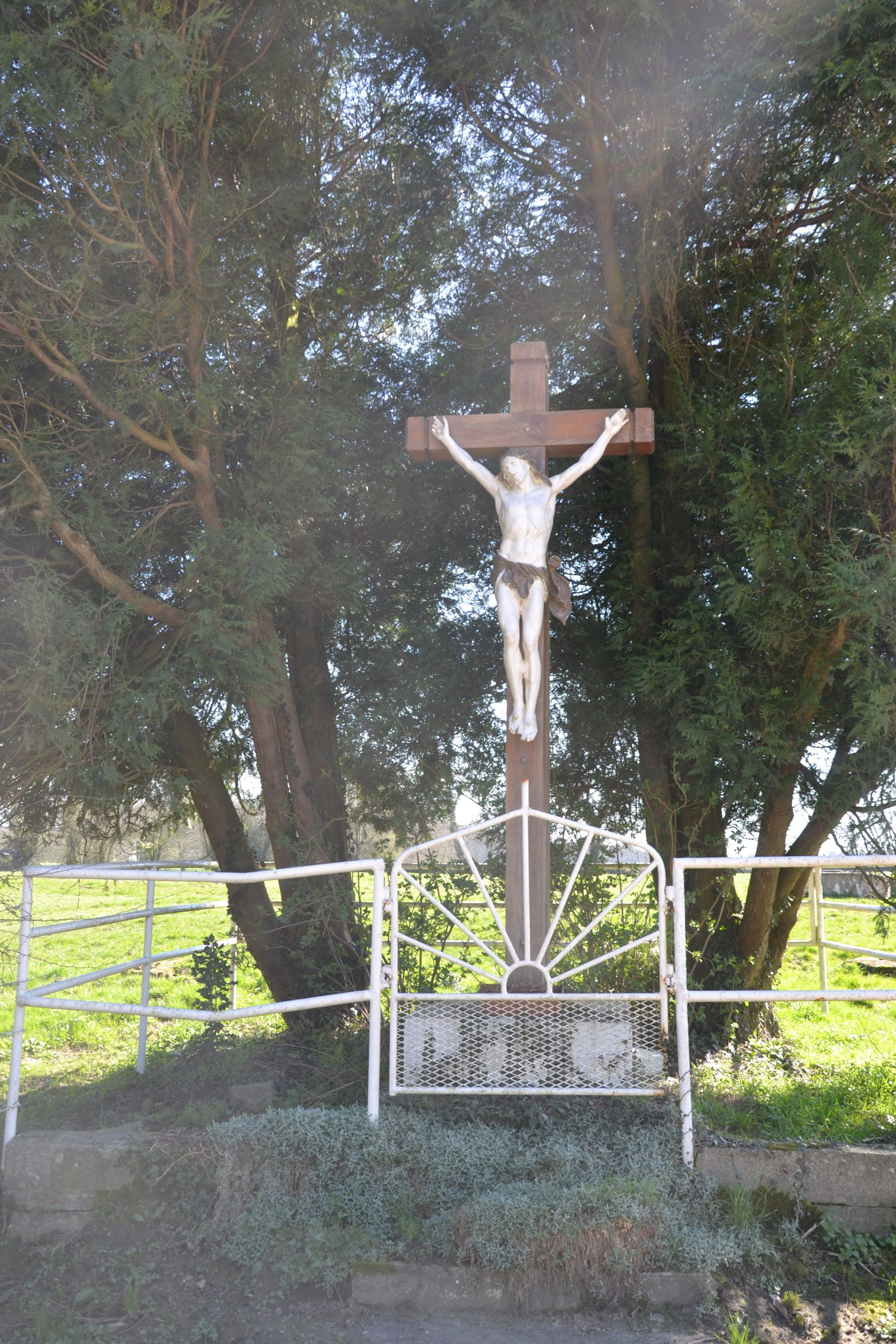
Un calvaire.

### Héraldique
| Blason de Canlers | Blason  | Deux écus : 1. D'argent à la croix de gueules chargée de cinq coquilles du champ. 2. D'or à la bande d'azur. |
| Blason de Canlers | Détails | Le premier écu est celui de la famille d'Héricourt, seigneur de Canlers du XIIe au XVIIIe siècle. Le second, à l'origine encore inconnue, pourrait être celui de la famille de Noeuvéglise, qui se dit seigneur de la commune du XVIe au XVIIe siècle. Adopté par la municipalité. |
| Blason de Canlers | Alias   | D'azur à trois chandeliers d'or. Armes parlantes (Canlers = chandeliers, candeliers en picard). Armes, sous leur forme ancienne, de la famille de Canlers, proposées à la commune par les archives départementales.                                                                |

## Pour approfondir

#### Bases de données, dictionnaires et encyclopédies
- Ressources relatives à la géographie :   - Insee (communes)
  - Ldh/EHESS/Cassini
- Ressource relative à plusieurs domaines :   - Annuaire du service public français
- Notices d'autorité :   - BnF (données)